# Teorema di Vermeil
In relatività generale e nel calcolo tensoriale, il teorema di Vermeil afferma che la curvatura scalare è l'unico invariante assoluto (non banale), tra quelli prescritti, adatto alla teoria di Einstein. Il teorema fu dimostrato dal matematico tedesco Hermann Vermeil nel 1917.

## Enunciato del teorema
Il teorema afferma che lo scalare di Ricci {\displaystyle R} è l'unico invariante scalare (o invariante assoluto) lineare nelle derivate seconde del tensore metrico {\displaystyle g_{\mu \nu }}.